# Budai László (nyelvész)
Budai László (Jászapáti, 1934. augusztus 30. – 2017. május 22.) magyar–angol szakos középiskolai tanár, tankönyvíró, nyelvész, az egri Eszterházy Károly Egyetem Nyelv- és Irodalomtudományi Intézete Általános és Alkalmazott Nyelvészeti Tanszékének egyetemi tanára, professor emeritus.

## Családja
Szülei Budai László, földműves és Farkas L. Terézia, női szabó, háztartásbeli, felesége Urbán Ilona, magyar, gép- és gyorsírás szakos tanár. Két gyermekük László (sz. 1962) kertészmérnök, informatikus tanár, Andrea (sz. 1966) magyar–angol szakos középiskolai tanár. Unokáik: Budai Gabriella (sz. 1989) építész, Budai Dániel (sz. 1991) vegyészmérnök, Budai Veronika (sz. 1998) középiskolás (Budai László és dr. Horváth Katalin gyermekei); Kapus Dóra-Petra (sz. 1997), Kapus Róza-Panna (sz. 2002) (dr. Kapus Zoltán és Budai Andrea gyermekei). Dédunokájuk: Tóth Áron (sz. 2016), Tóth Noémi (sz. 2017) és Tóth Réka (sz. 2021) (Tóth Péter és Budai Gabriella gyermekei), illetve Budai Emma (sz. 2021) (Budai Dániel és Budai-Farkas Dorina gyermeke).

## Iskolái
Budai László az elemi iskola I-IV. osztályát a jászapáti róm. kat. népiskolában (1940–1944); az V-VIII. osztályt a jászapáti általános iskolában (1945–1949), középiskolai tanulmányait a Széchenyi István Gimnáziumban végezte 1949–1953 között, ugyancsak Jászapátin. 1953-ban tett érettségi vizsgát. Autodidaktikus angol nyelv-tanulás révén még az érettségi évében felvételt nyert az ELTE Bölcsészettudományi Karának magyar–angol szakára, ahol 1957-ben végzett.

## Munkahelyei
Első munkahelye az egri Dobó István Gimnázium volt. Majd később a hatvani Bajza József Gimnáziumban folytatta tanári pályáját. Itt tanította Papp Nándort, aki Budai László hatására lett angoltanár majd később tolmács. Később otthagyta a gimnáziumot és az egri Ho Si Minh, majd Eszterházy Károly Főiskolaban folytatta oktatói karrierjét. Később a Veszprémi Egyetemen, majd Budapesten az ELTE BTK Angol Tanszék és a Bessenyei György Tanárképző Főiskola Angol Tanszékén oktatott.

## Oktatói és oktatásszervező munkája
- Az 1957–58-as tanév első félévében angolt és németet tanított az egri Dobó István Gimnáziumban.
- 1958-tól 1970-ig (óraadóként még 1972-ig) a hatvani Bajza József Gimnázium tanára volt. Főként angolt tanított, de átmenetileg voltak magyar, orosz, német, latin, francia, olasz, spanyol és eszperantó órái is. Hatvani tanárkodása idején több éven át tanított óraadóként orosz nyelvet a gyöngyösi Felsőfokú Mezőgazdasági Technikum hatvani tagozatán, valamint magyar nyelvet a Gödöllőről Nagygombosra kihelyezett arab egyetemistáknak.
- Az 1969–70-es tanévben Heves és Nógrád megye angol nyelvi szakfelügyeletét látta el.
- 1970. augusztus elsejével nevezték ki az egri Ho Si Minh (ma: Eszterházy Károly) Tanárképző Főiskola Angol Nyelv és Irodalom Tanszékére adjunktusi beosztásban. 1975. augusztus elsejével lett tanszékvezető docens, majd 1977. július elsejétől 1990. június 30-ig főiskolai tanárként – összesen tizenöt évig – vezette az egri Angol Nyelv és Irodalom Tanszéket. 1990. július elsejétől 1993. február 28-ig főiskolai tanárként tanított – továbbra is nyelvészetet és módszertant – az Eszterházy Károly Tanárképző Főiskolán.
- Az 1988–89-es tanévet Fulbright-ösztöndíjasként az Amerikai Egyesült Államokban töltötte, ahol nyelvészeti kutatómunkát végzett, és magyar nyelvet, valamint angol nyelven magyar kultúrát és civilizációt tanított a Michigan Egyetemen (Ann Arbor, Michigan), de meghívták előadások tartására az USA más egyetemeire is.
- 1990-től 1993-ig az ELTE Bölcsészettudományi Kar Angol Tanszékén tartott nyelvészeti szemináriumokat és előadásokat másodállásban.
- Az 1991–92-es tanévben óraadóként a nyíregyházi Bessenyei György Tanárképző Főiskolán is tanított.
- 1992 szeptemberétől másodállásban, majd 1993. március 1-jétől főállásban a veszprémi Pannon Egyetemen tanított angol nyelvészetet docensi, majd 1997. július 1-jétől egyetemi tanári beosztásban. A 70. életévét betöltve, 2004-ben fejezte be ottani tevékenységét.
- 1997 szeptemberétől ismét tanított – először másodállásban, majd 1999. július 1-jétől kinevezett egyetemi tanárként – az egri Eszterházy Károly Tanárképző Főiskolán az Általános és Alkalmazott Nyelvészeti Tanszék vezetőjeként. Előadásokat tartott Bevezetés a nyelvtudományba és Általános nyelvészet címmel, továbbá leíró jelentéstani, kontrasztív nyelvészeti, valamint valenciaelméleti szemináriumokat vezetett.
- 2004. december 10-én kapta meg a Professor Emeritus címet, azóta folyamatosan tanított az Eszterházy Károly Főiskola Általános és Alkalmazott Nyelvészeti Tanszékén és alkalmanként az Angol Tanszéken, 2013-tól pedig a Neveléstudományi Doktori Iskolában is. 2014 szeptemberétől az Amerikanisztika Tanszékre is meghívták, ahol az angol–amerikai összehasonlító nyelvészet tantárgyfelelőse és előadója volt.

## Tudományos munkássága
Módszertani kérdésekkel a szakosított tantervű osztályok megalakulása után kezdett behatóbban foglalkozni. Több alkalommal is részt vett tankönyvpályázatokon egyedül vagy Jakabfi Lászlóval. Minden pályázatot megnyert, illetve megnyertek.
Eddigi kutatómunkája egyrészt tisztán nyelvpedagógiai, másrészt tisztán nyelvészeti, de leginkább interdiszciplináris jellegű. Bölcsészdoktori és kandidátusi disszertációja az idegennyelv-oktatás metodikája és a nyelvészet határterületén születtek. Bölcsészdoktori disszertációja: Az angol nyelvi struktúrák oktatásának általános alapelvei, különös tekintettel a kontrasztivitásra (ELTE, 1973. február 23. Summa cum laude. A doktori diploma kelte és száma: 1973. március 17. 70/1972-73.) Kandidátusi értekezése: A kontrasztív pedagógiai grammatika szerepe az angolnyelv-oktatásban (MTA, 1975. szeptember 30. A kandidátusi oklevél kelte és sorszáma: 1975. szeptember 30. 6579.)
Az 1970-es évek közepétől a valenciaelméletekkel foglalkozott intenzíven, és az általa megalkotott integrált valenciaelmélet keretében végzett alapkutatást az angol igék morfoszintaktikai újraosztályozása és sokrétű elemzése érdekében. Habilitációs tézisei: Az angol ige valenciaszótárának és a valencia alapján történő újraosztályozásának elméleti alapjai (Janus Pannonius Tudományegyetem, 1997. február 20.)

## Nyertes tankönyvpályázatai
- 1964. augusztus 1. Gimnáziumi I. osztályos angol nyelvi (?) tankönyv
- 1965. május 1. Gimnáziumi II. osztályos angol tankönyv (Dr. Jakabfi Lászlóval)
- 1965. december 2. Gimnáziumi III-IV. osztályos angol tankönyv (Dr. Jakabfi Lászlóval)
- 1977. február 1. Gimnáziumi I-IV. osztályos angol tankönyv

## Elnyert kutatói pályázatok
- Angol nyelvi nevelés fejlesztése (MM-Tudományszervezési és Informatikai Intézet: 439/81, M-12/1984, 32/1987)
- Lyceum Pro Scientiis Alapítvány (1998, 1999)

## Nívódíjak
- 1972. december 5. Angol nyelvtan a középiskolák számára. Tankönyvkiadó, Budapest, 1971 (Radványi Tamással)
- 1979. október 25. Angol nyelvkönyv. Gimnázium 1. Tankönyvkiadó, Budapest, 1979 (Medgyes Péterrel)
- 1980. november 21. Angol nyelvkönyv a gimnázium 2. osztálya számára. Tankönyvkiadó, Budapest, 1980
- 1981. november 30. Angol nyelvkönyv. Gimnázium 3. Tankönyvkiadó, Budapest, 1981
- 1982. június 24. English Syntax. Theory and Practice. Tankönyvkiadó, Budapest, 1981
- 1984. június 12. Angol nyelvkönyv a gimnázium IV. speciális osztályai számára. Tankönyvkiadó, Budapest, 1983 (Horváth Józseffel)

## Kitüntetései
- Az oktatásügy kiváló dolgozója (1970. június 7.)
- Kiváló Munkáért (1983. június 5.)
- Phi Delta Kappa Certificate of Recognition (1989. április 17. Portsmouth, Ohio, USA)
- 1989. április 18-án Portsmouth város (Ohio, USA) díszpolgárává (Honorary Citizenship) avatták.
- Országh László-díj (2001. január 25.)
- Papp István-díj (2009)
- MANYE tiszteleti tagság (2009. április 17.)
- Magyar Arany Érdemkereszt (2016. március 15.)

## Szakmai és tudományos közéleti tevékenysége
- Az MTA Miskolci Akadémia Bizottságának (= MAB) tagja (1979−1985)
- Az MTA MAB Nyelvtudományi Munkabizottságnak elnöke (1980−1993)
- Az MTA MAB Nyelv- és Irodalomtudományi Szakbizottságának elnöke (1991−1993)
- Az MTA Veszprémi Akadémiai Bizottságának (= VEAB) tagja (1997−2017)
- Az MTA VEAB Angol Munkaközösségének elnöke (2000−2017)
- Az MTA Nyelvtudományi Intézete Angol Nyelvi Munkaközösségének tagja
- Az MTA Alkalmazott Nyelvészeti Bizottság tagja (1996−2017)
- Az OM Pedagógusképző Osztálya Angol Nyelvi Szakbizottságának tagja (1975−?)
- Az OPI Angol Nyelv Tantárgyi Bizottságának elnöke (1982−?)
- Az OKTV Angol Nyelvi Versenybizottságának tagja (1974−1979)
- Az OKTV Angol Nyelvi Versenybizottságának elnöke (1980−1988)
- A TIT Országos Idegennyelv-oktatási Választmányának tagja
- A TIT Heves megyei elnökségének tagja
- A TIT Heves megyei Idegennyelv-oktatási Szakosztályának elnöke
- A Modern Filológiai Társaság választmányának tagja (1991−1995)
- A Modern Filológiai Társaság Egri Tagozatának elnöke (1991−1995)
- A Gárdonyi Géza Társaság tagja (1978−2017)
- A Ho Si Minh Tanárképző Főiskola Főiskolai Tanácsának tagja (1975−1990)
- A Ho Si Minh Tanárképző Főiskola Tudományos Bizottságának tagja (1976−1988)
- Az ELTE ITK Állami Nyelvvizsga Bizottságának tagja (1987−1989)
- Az IATEFL (International Association of Teachers of English as a Foreign Language) tagja (1985−2017)
- A Societas Linguistica Europaea tagja (1987−2017)
- A MANYE (Magyar Alkalmazott Nyelvészek és Nyelvoktatók Egyesülete) tagja (1992−2017)
- Az ESSE (European Society for Studies in English) tagja (1992−2017)
- A HUSSE (Hungarian Society for the Study of English) tagja (1993−2017)
- A Veszprémi Egyetem Angol Tanszékén nyelvészeti szakvezető (1993−2004)
- A Magyar Nyelvtudományi Társaság tagja (2006–2017)

## Publikációi

### Könyvek
1. A magyar mint idegen nyelv grammatikája. Elmélet és gyakorlat. A Grammar of Hungarian as a Foreign Language. Theory and Practice. Budapest, Tinta Könyvkiadó, 2016
2. A magyar mint idegen nyelv grammatikája. A Grammar of Hungarian as a Foreign Language. L’Harmattan Kiadó, 2015
3. Angol-magyar igeosztályok, igevonzatok. Budapest: Publio Kiadó, 2012
4. Angol ige és igenév: sok táblázattal és kétnyelvű példával. Budapest: Publio Kiadó, 2012
5. Lépten-nyomon angolul. Eger: EKF Líceum Kiadó, 2011 (Budai Andrea és Budai Dániel társszerzőkkel)
6. Az anyanyelv változó szerepe az idegennyelv-oktatásban: Angol nyelvi példákkal. Budapest: Nemzeti Tankönyvkiadó, 2010
7. BA Student's English Grammar: Theory and Practice. Budapest: Osiris Kiadó, 2009
8. Élő angol nyelvtan. Tesztkönyv. Budapest: Osiris Kiadó, 2008 (Budai Andrea társszerzővel)
9. Élő angol nyelvtan. Gyakorlókönyv. Budapest: Osiris Kiadó, 2008
10. Élő angol nyelvtan. Rendszeres kontrasztív grammatika sok példával. Budapest: Osiris Kiadó, 2007
11. Élő angol nyelvtan. Kezdőknek és középhaladóknak. Budapest: Osiris Kiadó, 2007
12. Az angol ige valenciája nyelvpedagógiai perspektívából. Eger: Líceum Kiadó, 2006
13. Angol nyelv. Új érettségi. Felkészítő könyv közép- és emelt szinthez. Budapest: Corvina, 2006
14. Angol hibaigazító: gyakorlókönyv kulccsal. Budapest: Corvina, 2005
15. Az angol helyesírás szabályai: gyakorlatokkal és kulccsal. Budapest: Corvina, 2004
16. Érettségi angol. Kulcsszavak. Budapest: Corvina, 2003
17. English phrasal and clausal syntax. Workbook. Veszprém: Veszprémi Egyetem, 2003.
18. Steps. Angol munkafüzet kezdőknek. Budapest: Nemzeti Tankönyvkiadó, 2002
19. Angol hibaigazító. Segédkönyv az angol nyelvi hibák megelőzéséhez és kijavításához. Budapest: Corvina, 2002
20. Magyar-angol nyelvtani feladatsorok kulccsal és magyarázatokkal. Budapest: Corvina, 2001
21. English Grammar: Theory and Practice. Budapest: Nemzeti Tankönyvkiadó, 1999
22. Morphosyntatic Valency Classes of English Verbs. Veszprém: Veszprémi Egyetemi Kiadó, 1997
23. Gramatica engleză. Teorie şi exerciţii. Bucureşti: Editura Teora, 1997
24. English Phrasal and Clausal Syntax. Veszprém: Veszprémi Egyetemi Kiadó, 1997
25. A Morphosyntatic Valency Dictionary of English Verbs. Veszprém: Veszprémi Egyetemi Kiadó, 1997
26. Steps. Budapest: Nemzeti Tankönyvkiadó, 1996
27. Kevés szóval angolul. Új. Budapest: Nemzeti Tankönyvkiadó, 1994
28. Német nyelvű gépírás. Budapest: Nemzeti Tankönyvkiadó, 1993 (Kökény Sándor társszerzővel)
29. Kevés szóval amerikaiul. Budapest: Nemzeti Tankönyvkiadó, 1993
30. Angol nyelvű gépírás. Budapest: Nemzeti Tankönyvkiadó, 1993 (Kökény Sándor társszerzővel)
31. Tanszerismertető: Hangszalag és diapozitív-sorozat az ANGOL nyelv oktatásához a gimnázium IV. osztályai számára. Veszprém; Budapest: Országos Oktatástechnikai Központ, 1993
32. Hungarian Culture and Civilization. Ann Arbor: University of Michigan, 1989
33. Read English. (Olvassunk angolul!) Budapest: Tankönyvkiadó, 1988
34. Angol nyelvtani gyakorlatok. Gimnázium I-IV. Budapest: Nemzeti Tankönyvkiadó, 1988
35. Tanári kézikönyv az angol nyelv tanításához a gimnáziumban: I-IV. osztály Budapest: Tankönyvkiadó, 1986. Medgyes Péter társszerzővel)
36. Angol nyelvkönyv a gimnázium IV. speciális osztályai számára. Budapest: Tankönyvkiadó, 1983 (Horváth József társszerzővel)
37. Angol nyelvkönyv. Gimnázium IV. Budapest: Tankönyvkiadó, 1982
38. Angol nyelvkönyv a gimnázium 4. (fakultatív) és a 3. osztályok speciális csoportjai számára. Budapest: Tankönyvkiadó, 1982. (Horváth József társszerzővel)
39. Segédkönyv az angol nyelv tanításához a gimnáziumban. Budapest: Tankönyvkiadó, 1981 (Medgyes Péter társszerzővel)
40. Módszertani útmutató és szövegkönyv a második osztályos gimnáziumi angol nyelvkönyv hanganyagához és diaképeihez. Budapest: Országos Oktatástechnikai Központ, 1981
41. English Syntax. Budapest: Tankönyvkiadó, 1981
42. English Grammar. Budapest: Tankönyvkiadó, 1981
43. Angol nyelvkönyv. Gimnázium 3. Budapest: Tankönyvkiadó, 1981
44. Angol nyelvkönyv a gimnázium 2. osztálya számára. Budapest: Tankönyvkiadó, 1980.
45. Angol nyelvi feladatlapok a gimnázium 2. osztálya számára. Budapest: Tankönyvkiadó, 1980
46. Módszertani útmutató és szövegkönyv az első osztályos gimnáziumi angol nyelvkönyv hanganyagához és diaképeihez. Veszprém: Országos Oktatástechnikai Központ, 1980 (Medgyes Péter társszerzővel)
47. Grammatikai kontrasztivitás és hibaelemzés az alsó- és középfokú angolnyelv-oktatásban. Budapest: Tankönyvkiadó, 1979
48. Angol nyelvi feladatlapok, Gimnázium I. Budapest: Tankönyvkiadó, 1979 (Medgyes Péter társszerzővel)
49. Readings in English Language Teaching Methodology. Budapest: Tankönyvkiadó, 1978
50. Angol nyelvkönyv a gimnáziumok I. osztálya számára. Budapest: Tankönyvkiadó, 1978 (Medgyes Péter társszerzővel)
51. Angol nyelvtani gyakorlatok. Budapest: Tankönyvkiadó, 1977
52. Angol nyelvtan. Budapest: Tankönyvkiadó, 1976
53. Programozott angol nyelvtani gyakorlatok a gimnáziumok 3-4. osztályai számára. Budapest: TANÉRT, 1975 (Kováts Dániel társszerzővel)
54. Német nyelvű gépírás a közgazdasági szakközépiskola külkereskedelmi ügyintéző és gép-gyorsíró idegen nyelvi ágazatának 3-4. osztálya számára. Budapest: Nemzeti Tankönyvkiadó, 1975 (Kökény Sándor társszerzővel)
55. Angol nyelvű gépírás a közgazdasági szakközépiskola külkereskedelmi ügyintéző és gép-gyorsíró idegen nyelvi ágazatának 3-4. osztálya számára. Budapest: Nemzeti Tankönyvkiadó, 1975 (Kökény Sándor társszerzővel)
56. Kevés szóval angolul. Budapest: Tankönyvkiadó, 1974
57. Programozott angol nyelvtani gyakorlatok a gimnáziumok 2. osztálya számára. Budapest: TANÉRT, 1973 (Kováts Dániel társszerzővel)
58. Programozott angol nyelvtani gyakorlatok a gimnázium 1. osztálya számára. Budapest: TANÉRT, 1972 (Kováts Dániel társszerzővel)
59. Angol nyelvtan a középiskolák számára. Budapest: Tankönyvkiadó, 1971 (Radványi Tamás társszerzővel)
60. Angol nyelvkönyv a vendéglátó-ipari szakközépiskolák 4. osztálya számára. Budapest: Tankönyvkiadó, 1970 (Jakabfi László társszerzővel)
61. Tanári kézikönyv az angol nyelv tanításához a gimnázium 3-4. osztályában. Budapest: Tankönyvkiadó, 1969 (Jakabfi László társszerzővel)
62. Angol nyelvkönyv a vendéglátó-ipari szakközépiskolák 3. osztálya számára. Budapest: Tankönyvkiadó, 1969 (Jakabfi László társszerzővel)
63. Tanári kézikönyv az angol nyelv tanításához a gimnáziumok 1-2. osztályában. Budapest: Tankönyvkiadó, 1968 (Jakabfi László társszerzővel)
64. Angol nyelvkönyv a gimnázium 4. osztálya számára. Budapest: Tankönyvkiadó, 1968 (Jakabfi László társszerzővel)
65. Angol nyelvkönyv a gimnázium 3. osztálya számára. Budapest: Tankönyvkiadó, 1968. (Jakabfi László társszerzővel)
66. Angol nyelvkönyv a gimnáziumok 2. osztálya számára. Budapest: Tankönyvkiadó, 1967 (Jakabfi László társszerzővel)
67. Angol nyelvkönyv a gimnáziumok 1. osztálya számára. Budapest: Tankönyvkiadó, 1966 (Jakabfi László társszerzővel)

### Szerkesztett könyvek
1. Az egri Ho Si Minh Tanárképző Főiskola tudományos közleményei, XVIII. Eger: Ho Si Minh TKF, 1987. (Acta Academiae Paedagogicae Agriensis. Nova Series; 18.)
2. Az egri Ho Si Minh Tanárképző Főiskola tudományos közleményei, XVII. Eger: Ho Si Minh TKF, 1984. Acta Academiae Paedagogicae Agriensis. Nova series; 17.)
3. Az egri Ho Si Minh Tanárképző Főiskola tudományos közleményei, XVI. Eger: Ho Si Minh TKF, 1982. (Acta Academiae Paedagogicae Agriensis. Nova series; 16.)

### Szövegkönyvek, hanganyagok
1. Steps. Hanganyag. Budapest: Nemzeti Tankönyvkiadó, 1996
2. Kevés szóval amerikaiul. Hanganyag. Budapest: Nemzeti Tankönyvkiadó, 1993
3. Hanganyag az angol nyelv tanításához a gimnázium IV. osztálya számára. Veszprém: Országos Oktatástechnikai Központ, 1983
4. Szövegkönyv a gimnáziumok harmadik osztálya számára írt angol nyelvkönyv hangszalagjához. Budapest: Országos Oktatástechnikai Központ, 1982
5. Hanganyag az angol nyelv tanításához a gimnázium 3. osztálya számára. Veszprém: Országos Oktatástechnikai Központ, 1982
6. Hanganyag az angol nyelv tanításához a gimnázium 2. osztálya számára. Veszprém: Országos Oktatástechnikai Központ, 1981
7. Hanganyag az angol nyelv tanításához a gimnázium 1. osztálya számára. Veszprém: Országos Oktatástechnikai Központ, 1980
8. Kevés szóval angolul. Hanganyag. Budapest: Nemzeti Tankönyvkiadó, 1994.
9. What’s This? An English Lesson. The Family. The House. A Morning at Home. Budapest, Magyar Rádió, 1968. (Sillár Pálné társszerzővel)
10. A Day’s Programme. In Spring. London – Budapest. Travelling to the Country. Budapest, Magyar Rádió, 1968. (Sillár Pálné társszerzővel)
11. Angol nyelvleckék 1. gimnazistáknak. Budapest: Magyar Rádió és Televízió, 1968. (Sillár Pálné társszerzővel)

### Diasorozatok
1. Diasorozat az angol nyelvű olvasmányok szemléltetésére a középiskolák 4. osztálya számára. Veszprém: Országos Oktatástechnikai Központ, 1983
2. Diasorozat az angol nyelvű olvasmányok szemléltetésére a középiskolák 3. osztálya számára. Veszprém: Országos Oktatástechnikai Központ, 1982
3. Diasorozat az angol nyelvű olvasmányok szemléltetésére a középiskolák 2. osztálya számára. Veszprém: Országos Oktatástechnikai Központ, 1981
4. Diasorozat az angol nyelvű olvasmányok szemléltetésére a középiskolák 1. osztálya számára. Veszprém: Országos Oktatástechnikai Központ, 1980

### Cikkek, tanulmányok
1. Az anyanyelvre épülő idegennyelv-tanulás alkalmassági tesztjei. MODERN NYELVOKTATÁS (ISSN: 1219-638X) 21: (2-3) pp. 63–84. (2015)
2. Az anyanyelv változó szerepe az idegennyelv-oktatásban. ACTA ACADEMIAE PAEDAGOGICAE AGRIENSIS 42: pp. 29–36. (2015)
3. Volt, nincs, s mégis van—grammatika! In: Bárdos Jenő (szerk.) Nyelvpedagógia: 2015: Az anyanyelv és az idegen nyelvek tanításának gyakorlata. Eger: EKF Líceum Kiadó, 2015. pp. 68–80.ISBN 978-615-5509-31-5.
4. Az interkulturális kommunikáció az idegennyelv-oktatás célja vagy evidenciája? Der Sprachunterricht muss die Sprache unterrichten! Alkalmazott Nyelvészeti Közlemények X. (1) 49-61. (2015)
5. Az angol nyelv gazdaságos eszközei. MODERN NYELVOKTATÁS (ISSN: 1219-638X) 21: (1) pp. 40–54. (2015)
6. Az angol igeneves szerkezetek magyar megfelelői. MODERN NYELVOKTATÁS (ISSN: 1219-638X) 20: (4) pp. 45–61. (2014)
7. „Közönyös rakosgató játék”. ACTA ACADEMIAE PAEDAGOGICAE AGRIENSIS NOVA SERIES: SECTIO LINGUISTICA HUNGARICA (2005-) (ISSN: 1785-6906) 41: pp. 7–34. (2014)
8. A mondatok szerkezetes mondatrészekre bontása. MODERN NYELVOKTATÁS (ISSN: 1219-638X) 20: (3) pp. 32–38. (2014)
9. Kettő-egy a magyar javára. MODERN NYELVOKTATÁS (ISSN: 1219-638X) 20: (1-2) pp. 65–73. (2014)
10. Aránytévesztések az idegen nyelvi órákon. ISKOLAKULTÚRA (ISSN: 1215-5233) 24: (4) pp. 88–99. (2014)
11. Ami oktatási, az nem tudományos!? ÚJ PEDAGÓGIAI SZEMLE (ISSN: 1215-1807) (eISSN: 1788-2400) 63: (11-12.) pp. 50–55. (2013)
12. Merjünk támaszkodni anyanyelvünkre! MODERN NYELVOKTATÁS (ISSN: 1219-638X) 19: (4) pp. 47–56. (2013)
13. Összehasonlító nyelvtani sorozat: Biztos támaszunk az anyanyelv. MODERN NYELVOKTATÁS (ISSN: 1219-638X) 19: (4) p. 46. (2013)
14. Általános nyelvészet. In Eöry Vilma (szerk.) Az Eszterházy Károly Főiskola Tudományos Közleményei Acta Academiae Agriensis Nova Series Tom. XL.: Sectio Linguistica Hungarica. Eger: EKF Líceum Kiadó, 2013. pp. 138–149.
15. Kontrasztív hibaelemzés. In Boda István; Csűry István; Jiri Pilarsky; Szikszainé Nagy Irma (szerk.): Kontrasztív hibaelemzés. Konferencia helye, ideje: Debrecen, Magyarország, 2010.08.26-2010.08.28. Debrecen: Debreceni Egyetem, 2010. pp. 11–12.
16. Az anyanyelv változó szerepe az idegennyelv-oktatásban. In Zimányi Árpád (szerk.): A tudomány nyelve, a nyelv tudománya : alkalmazott nyelvészeti kutatások a magyar nyelv évében: MANYE XIX. : XIX. Magyar Alkalmazott Nyelvészeti Kongresszus. 427 p. Konferencia helye, ideje: Eger; Székesfehérvár, Magyarország, 2009.04.16-2009.04.18. Eger; Székesfehérvár: Eszterházy Károly Főiskola ; MANYE, 2010. pp. 68–93. (A MANYE kongresszusok előadásai; 6.) (ISBN 978-963-9894-54-9)
17. Ráció és emóció az idegennyelv-oktatásban. In Bárdos Jenő (szerk.): Neveléstudomány – Integritás és integrálhatóság: Inter- és multidiszciplináris szemlélet, többnyelvűség, multikulturalitás az oktatás és nevelés elmé letében és gyakorlatában: IX. Országos Neveléstudományi Konferencia : Program, tartalmi összefoglalók. 269 p. Konferencia helye, ideje: Veszprém, Magyarország, 2009.11.19-2009.11.21. Veszprém: Pannon Egyetem, 2009. p. 136.
18. Angol. In Balázs Géza; Dede Éva (szerk.): Európai helyesírások: Az európai helyesírások múltja, jelene és jövője. 316 p. Budapest: Inter Kht ; PRAE.HU, 2009. pp. 15–25. (ISBN 978-963-88205-2-5)
19. Anyanyelv-elsajátítás és idegennyelv-tanítás. In Zimányi Árpád (szerk.): Acta Academiae Paedagogicae Agriensis. Nova Series. XXXVI.: Section Linguistica Hungarica. Eger: Eszterházy Károly Tanárképző Főiskola, 2009. pp. 74–83.
20. A magyar nyelv szerepe az angol nyelvtan tanításában. In Nádor Orsolya (szerk.): A magyar mint európai és világnyelv: MANYE XVIII. : a XVIII. Magyar Alkalmazott Nyelvészeti Kongresszus előadásai. Konferencia helye, ideje: Budapest, Magyarország, 2008.04.03-2008.04.05. Budapest: Balassi Intézet; MANYE, 2009. pp. 140–145. (MANYE kongresszusok előadásai; 5/2.) (ISBN 978-963-87866-5-4)
21. The Key Role of Semanticizing in Foreign Language Teaching. In Jenő Bárdos (főszerk.); Zsuzsa Rawlinson; Szilárd Szentgyörgyi; Zoltán Poór (szerk.): HUSSE Papers 2005: Proceedings of the Seventh Biennal Conference. 727 p. Konferencia helye, ideje: Veszprém, Magyarország, 2005.01.27-2005.01.29. Veszprém: Veszprémi Humán Tudományokért Alapítvány, 2006. pp. 353–366. 1-2.., 1. Literature : Culture & history; 2. Linguistics : Language pedagogy (ISBN 963-87056-0-4)
22. Lehet-e új életet lehelni a kontrasztív elemzésbe? MODERN NYELVOKTATÁS (ISSN: 1219-638X) 12: (2) pp. 4–15. (2006)
23. Idegennyelv-tudás vagy idegennyelv-sejtés? ISKOLAKULTÚRA (ISSN: 1215-5233) 16: (4.) pp. 61–73. (2006)
24. A jelentésfeltárás meghatározó szerepe az idegennyelv-oktatásban. MODERN NYELVOKTATÁS (ISSN: 1219-638X) 11: (2-3) pp. 3–22. (2005)
25. Kontrasztív hibaelemzés. In Klaudy Kinga; Dobos Csilla (szerk.): A világ nyelvei és a nyelvek világa. Soknyelvűség a gazdaságban, a tudományban és az oktatásban: A XV.Magyar Alkalmazott Nyelvészeti Kongresszus előadásai I-II. 904 p. Pécs; Miskolc: MANYE – Miskolci Egyetem, 2005. pp. 225–230. (ISBN 963 661 697 3 ö)
26. Mondatelemzés protipikus szófajokkal. In Zimányi Árpád (szerk.): Acta Academiae Paedagogicae Agriensis. Nova Series Tom. XXXII. Sectio Linguistica Hungarica. Eger: EKF Líceum Kiadó, 2005. pp. 21–38.
27. Egy nyelvpedagógiai perspektívájú valenciaelemzés metodológiája. In Navracsics Judit; Tóth Szergej (szerk.): Nyelvészet és interdiszciplinaritás I.-II: köszöntőkönyv Lengyel Zsolt 60. születésnapjára. 632 p. Szeged; Veszprém: Generalia, 2004. pp. 213–226. (ISBN 963-9167-90-8)
28. 'Minden áldozatrai készségnek': A transzláció és szerepe a mondatelemzésben. ALKALMAZOTT NYELVTUDOMÁNY (ISSN: 1587-1061) 3: (2) pp. 21–39. (2003)
29. Az angol igék protipikus és deviáns valenciaképletei. In Raisz Rózsa (szerk.): Az Eszterházy Károly Főiskola Tudományos Közleményei. Tanulmányok a magyar nyelvről. Eger: EKF Líceum Kiadó, 2002. pp. 41–87.
30. More Economical and More Universal: Syntactic Descriptions within the Framework of Dependency Grammar. In Vadon Lehel (szerk.): Proceedings of the Fifth Biennial HUSSE Conference. 477 p. Konferencia helye, ideje: Eger, Magyarország, 2002.01.25-2002.01.27. Eger: Eszterházy Károly Főiskola, 2002. pp. 345–369. (Hungarian Society for the Study of English; 5.) (ISBN 963 9417 13 0)
31. Nem vagy-vagy, hanem is-is. MODERN NYELVOKTATÁS (ISSN: 1219-638X) 8: (2-3) pp. 83–96. (2002)
32. Az anyanyelv- és az idegennyelvi oktatás mint egymást erősítő nevelési tényező. In V. Raisz Rózsa; Zimányi Árpád (szerk.): Feladatok és módszerek az anyanyelvi nevelésben a XXI. század elején: XIV. Anyanyelv-oktatási Napok. 365 p. Konferencia helye, ideje: Eger, Magyarország, 2001.07.09-2001.07.12. Budapest: Magyar Nyelvtudományi Társaság, 2002. pp. 60–72. (A Magyar Nyelvtudományi Társaság kiadványai, ISSN 0133-218X ; 216.) (ISBN 963-7530-52-5)
33. Valency Theories from an Applied Linguistic Perspective. In Némethné Hock Ildikó; Ötvösné Vadnay Marianna (szerk.): Key Notions in English Studies. Vol. II. Veszprém: Veszprémi Egyetemi Kiadó, 2001. pp. 7–16.
34. A perspektívaváltás eszközei az angolban és a magyarban. In Andor József; Szűcs Tibor; Terts István (szerk.): Színes eszmék nem alszanak ...: Szépe György 70. születésnapjára I-II. 1403 p. Pécs: Lingua Franca Csoport, 2001. pp. 204–220. (ISBN 963 641 815 2)
35. Érvényes-e még az anyanyelvre való támaszkodás elve a nyelvpedagógiában? In Csapó Benő (szerk.): Az értelem kiművelése : I. Országos Neveléstudományi Konferencia: program, tartalmi összefoglalók. 385 p. Konferencia helye, ideje: Budapest, Magyarország, 2001.10.25-2001.10.27. Budapest: Magyar Tudományos Akadémia, 2001. p. 193. (ISBN 963-508-331-9)
36. Az anyanyelvre való támaszkodás elve az idegennyelv-oktatásban. In Bartha M;	Stephanides É (szerk.): A X. Magyar Alkalmazott Nyelvészeti Kongresszus előadásai: A nyelv szerepe az információs társadalomban. 420 p. Konferencia helye, ideje: Székesfehérvár, Magyarország, 2000.04.18-2000.04.20. Székesfehérvár: Kodolányi János Főiskola, 2001. p. 96. (ISBN 963-00-6400-6)
37. Előszó. In Pintér Zsuzsa (szerk.): Angol- magyar képes szótár. Budapest: Mozaik Kiadó, 2000. pp. 13–14. (ISBN 963 9153 37 0)
38. Érték-e az anyanyelv az idegennyelv-oktatásban? In V. Raisz Rózsa; H. Varga Gyula (szerk.): Nyelvi és kommunikációs kultúra az iskolában [2 db]: XIII. Anyanyelvi-oktatási Napok. 738 p. Konferencia helye, ideje: Eger, Magyarország, 1998.07.07-1998.07.10. Budapest: Magyar Nyelvtudományi Társaság, 1999. pp. 327–331. (A Magyar Nyelvtudományi Társaság Kiadványai; 212.)
39. The Morphosyntactic Valency of English Verbs. Conference Abstracts. Husse 4. The Fourth Biennial Conference of the Hungarian Society for the Study of English.: 28 to 30 January 1999 Budapest. Konferencia helye, ideje: Budapest, Magyarország, 1999.01.28-1999.01.30. Budapest: Eötvös Loránd Tudományegyetem, 1999. p. 9.
40. Hol a határ a grammatika és a lexika között? In Lengyel Zsolt; Navracsics Judit; Nádasi Edit (szerk.): Nyelvi kihívások a harmadik évezredben: IX. Magyar Alkalmazott Nyelvészeti Kongresszus, Veszprém, 1999. április 8-10 (absztraktgyűjtemény). 292 p. Konferencia helye, ideje: Veszprém, Magyarország, 1999.04.08-1999.04.10. Veszprém: Veszprémi Egyetem, 1999. p. 175. (ISBN 963 9220 30 2)
41. Milyen mértékben és megfelelő módon hasznosíthatjuk-e közös szellemi tőkénket, az anyanyelvet az idegennyelv-oktatásban? In Balaskó Mária; Kohn János (szerk.): A nyelv mint szellemi és gazdasági tőke: A VIII. Magyar Alkalmazott Nyelvészeti Konferencia előadásainak gyűjteményes kiadása. Konferencia helye, ideje: Szombathely, Magyarország, 1998.04.16-1998.04.18. Szombathely: Berzsenyi Dániel Tanárképző Főiskola (BDTF), 1999. pp. 31–35. (ISBN 963 9017 75 2)
42. Egy integrált valenciamodell. In H. Varga Gyula (szerk.): Az Eszterházy Károly Főiskola Tudományos Közleményei, XXIV.: Tanulmányok a magyar nyelvről. Eger: EKF Líceum Kiadó, 1998. pp. 232–255. (Acta AcademiaePaedagogicae Agriensis. Nova Series; 24.) Sectio Linguistica Hungarica
43. A mondatrészek komplex elemzése. In Horváth Katalin; Ladányi Mária (szerk.): Elemszerkezet és linearitás: a jelentés és szerkezet összefüggése. 269 p. Konferencia helye, ideje: Budapest, Magyarország, 1995.09.18-1995.09.19. Budapest: ELTE BTK Általános és Alkalmazott Nyelvészeti Tanszék, 1998. pp. 45–56. (ISBN 963-463-251-3)
44. The Morphosyntactic Valency patterns of English Verbs. In Némethné Hock Ildikó; Ötvösné Vadnay Marianna (szerk.) Key Notions in English Studies 1. Veszprém: Veszprémi Egyetemi Kiadó, 1998. pp. 7–59.
45. Az angol ige valenciaszótára és a valencia alapján történő újraosztályozása. MODERN NYELVOKTATÁS (ISSN: 1219-638X) 4: (2-3) pp. 33–44. (1998)
46. Nyelvészeti tesztek tesztelésének eredményei. In Mihalovics Árpád; Máté Éva (szerk.): Könyv Dezső Lászlónak. Nyíregyháza: Bessenyei György Tanárképző Főiskola, 1997. pp. 27–35.
47. A valenciafogalom kialakulása, bővülése és a valenciakutatások problematikája. In H. Varga Gyula (szerk.): Az Eszterházy Károly Főiskola Tudományos Közleményei, XXIII: Tanulmányok a magyar nyelvről. Eger: EKF Líceum Kiadó, 1997. pp. 5–44. (Acta Academiae Paedagogicae Agriensis. Nova Series; 23.) Sectio Linguistica Hungarica
48. Szócikkek: hibaelemzés, idegen nyelvi tanulmányi versenyek, kontrasztív elemzés, szleng. Falus Iván; Báthory Zoltán (szerk.): Pedagógiai Lexikon. I-III. kötet. Budapest: Keraban Kiadó, 1997. pp. I. 665-III. 388. (ISBN 963-8146-44-3)
49. Reciprocal Verbs in English. In Lengyel Zsolt; Navracsics Judit (szerk.): V. Magyar Alkalmazott Nyelvészeti Konferencia. 238 p. Konferencia helye, ideje: Veszprém, Magyarország, 1995.04.08 Veszprém: Veszprémi Egyetemi Kiadó, 1995. pp. 101–103. (ISBN 963 7332 50 2)
50. Mennyire kompetens az (angol) anyanyelvi kompetencia?: az angol ige valenciaszótárának előkészületi munkái. In Aradi András; Sturcz Zoltán; Szőllősy-Sebestyén András (szerk.): Többnyelvűség az oktatásban és a kutatásban: IV. Országos Alkalmazott Nyelvészeti Konferencia. 823 p. Konferencia helye, ideje: Budapest, Magyarország, 1994.04.07-1994.04.09. Budapest: BME, 1994. pp. 683–687. (ISBN 963-420-313-2)
51. Emberek voltak (Profán tisztelgés). In Széplaki Sándor (szerk.): Klebelsberg Kunó emlékalbum. Hatvan: Bajza József Gimnázium és Egészségügyi Szakközépiskola és Kollégium, 1992. pp. 39–40. (ISBN 963 04 2758 3)
52. Az angol ige szintaktikai és szemantikai valenciaszótára. In Székely Gábor (szerk.): Első Magyar Alkalmazott Nyelvészeti Konferencia: I-II. köt.. 1322 p. Konferencia helye, ideje: Nyíregyháza, Magyarország, 1991.05.03-1991.05.04. Nyíregyháza: Bessenyei György Tanárképző Főiskola,1991. pp. 188–193. (ISBN 963 7170 26 X
53. A nyelvtan szerepe az idegennyelv-tanulásban. NYELVVIZSGA HÍRADÓ (ISSN: 0238-8782) 6: (&) pp. 2–8. (1991)
54. Főiskolából egyetem vagy egyetem a semmiből. EGRI ÚJSÁG: A VÁROS ÉS KÖRNYÉKE LAPJA (ISSN: 0864-943X) 2: (25) p. 12. (1990)
55. O причинах изменения статуса русского языка в Венгрии. In Т Михалик; Л. Крашкова; И. Бакони Русский язык в Европе 90-х годов: Материалы докладов и выступлений участников международного „круглого стола”. 68 p. Budapest: Budapesti Közgazdaságtudományi Egyetem, 1990. pp. 22–25. (ISBN 963-7415-22-X)
56. Some basic assumptions underlying foreign language teaching. In Raisz Rózsa (szerk.): Az Eszterházy Károly Tanárképző Főiskola tudományos közleményei XIX./III. Eger: EKTF, 1989. pp. 89–107. (Acta Academiae Paedogogicae Agriensis)
57. Amit az amerikaiak fontosnak tartottak... IDEGEN NYELVEK TANÍTÁSA (ISSN: 0442-0179) 31. évf.: (2. sz.) pp. 33–43. (1988)
58. Partitivusi és holisztikus iránytárgy. MAGYAR NYELV (ISSN: 0025-0228) (eISSN: 1588-1210) 84: (4) pp. 433–443. (1988)
59. A szekunder alany- és tárgyválasztás néhány esete az angolban és a magyarban. In Budai László (szerk.): Az egri Ho Si Minh Tanárképző Főiskola tudományos közleményei, XVIII/1: Angol. Eger: Ho Si Minh TKF, 1987. pp. 3–19. (Acta Academiae Paedagogicae Agriensis. Nova Series; 18.) 1. Angol
60. The role of valency theories in English language teaching. In Magyar M. (szerk.): Lingua 808-2. Russzkij. Konferencia helye, ideje: Budapest, Magyarország, 1986.06.02-1986.06.04. Budapest: MKKE Nyelvi Intézet,1986. pp. 33–47.
61. Univerzálék az angolnyelv-oktatásban. In Rot Sándor (szerk.): English in Function. Budapest: ELTE, 1986. pp. 39–47. (Új törekvések az anglisztikában és amerikanisztikában; 4.) (ISBN 963-462-097-3)
62. Egy iskolai kísérlet a Krashen-féle hipotézisek tükrében. IDEGEN NYELVEK TANÍTÁSA (ISSN: 0442-0179) 29. évf.: (4. sz.) pp. 108–115. (1986)
63. A nyelvtudomány szerepe az idegen nyelvi nevelés fejlesztésében. In Klaudy Kinga; Lengyel Zsolt (szerk.): Az idegennyelvi nevelés oktatás néhány iránya és lehetősége. 375 p. Budapest: Oktatáskutató Intézet, 1986. pp. 127–147. (ISBN 963-404-072-1)
64. „Nyersanyagunk – a szó…” Nyelvészeti kutatások a MAB keretében. NÉPÚJSÁG (MURSKA SOBOTA) (ISSN: 0352-6569) 36. évf.: (45. sz.) p. 8. (1985)
65. A gimnáziumi angol nyelvi új taneszközök kép- és hanganyagának fajtái és funkciói. In Németh Attila; Hegedűs Józsefné; Hofmann László; Basel Péter (szerk.): Az „idegennyelvi valóság” szemléltetése: Az 1981. évi Veszprémi Országos Idegennyelvi Konferencia anyaga. Konferencia helye, ideje: Veszprém, Magyarország, 1981.06.25-1981.06.27. Budapest: TIT Tudományos Ismeretterjesztő Társulat,1985. pp. 121–125. (ISBN 963 412 127 6)
66. Az angol nyelvi nevelés fejlesztésének nyelvészeti kérdései. In Korányi Judit (szerk.): 1982-85 évi állami megbízási kutatások: I. kötet. Budapest: Tudományszervezési és Informatikai Intézet, 1985. pp. 379–381.
67. Idegennyelv-oktatási stratégiák. In Medgyes P.; Nagy E. (szerk.): Az angolnyelv-tanítás módszertani irodalmából: Cikkgyűjtemény. 183 p. Budapest: Országos Pedagógiai Intézet, 1984. pp. 18–35. (ISBN 963-681-744-8)
68. Az idegennyelv-oktatásunk helyzete angol szemmel. IDEGEN NYELVEK TANÍTÁSA (ISSN: 0442-0179) 27. évf.: (4. sz.) pp. 97–103. (1984)
69. Tesztkérdések idegennyelv-szakos tanároknak. (Egy országos felmérés eredményeinek értékelése) I. IDEGEN NYELVEK TANÍTÁSA (ISSN: 0442-0179) 27. évf.: (5. sz.) pp. 129–143. (1984)
70. Tesztkérdések idegennyelv-szakos tanároknak. (Egy országos felmérés eredményeinek értékelése) II. IDEGEN NYELVEK TANÍTÁSA (ISSN: 0442-0179) 27. évf.: (6. sz.) pp. 161–173. (1984)
71. Az idegen nyelvi nevelés céljainak kombinációi és a kombinációk permutációi: (Problémavázlat) IDEGEN NYELVEK TANÍTÁSA (ISSN: 0442-0179) 27: (3) pp. 65–71. (1984)
72. A nominalizáció korlátai a magyarban. MAGYAR NYELV (ISSN: 0025-0228) (eISSN: 1588-1210) 80: (3) pp. 313–323. (1984)
73. Az idegennyelv-oktatás metodikájának tudományos alapjai és státusa. PEDAGÓGIAI SZEMLE (ISSN: 0031-3785) 34: (6) pp. 557–565. (1984)
74. Különféle nyelvtanulási módok hatékonyságának összehasonlító kvantitív vizsgálata. MODERN NYELVOKTATÁS (ISSN: 1219-638X) 20: (1) pp. 199–209. (1983)
75. Az angol ige, főnév és melléknév valenciája. In Korponay Béla (szerk.): Anglisztikai napok '83. Tanulmányok az anglisztika tárgyköréből, III.. Konferencia helye, ideje: Debrecen, Magyarország, 1983 1984.pp. 69–79.
76. Különféle nyelvtanulási módok eredményeinek számítógépes értékelése. In Papp Ferenc (szerk.): A Magyar Tudományos Akadémia Veszprémi Akadémiai Bizottságának értesítője. 1983.: Számítógép és nyelvoktatás. I. 1982. X. 22-23. Győr. Veszprém: MTA VEAB, 1983. pp. 31–36.
77. Idegennyelv-oktatási stratégiák. In Budai László (szerk.): Az egri Ho Si Minh Tanárképző Főiskola tudományos közleményei, XVI. Eger: Ho Si Minh TKF, 1982. pp. 333–351. Acta Academiae Paedagogicae Agriensis. Nova series; 16.)
78. Nyelv(tan)tanítási tendenciák. In Korponay Béla (szerk.): Tanulmányok az anglisztika tárgyköréből II: Anglisztikai napok '82. Konferencia helye, ideje: Debrecen, Magyarország, 1982.01 Debrecen: Debrecen KLTE, 1982. pp. 127–141. (ISBN 963 471 270 3)
79. A beszédintenciók mint új tantervi feladatok. In Fogarasi Miklós (szerk.): I. Országos germanisztikai-romanisztikai szimpozion Szeged, 1980. szeptember 3-5. 578 p. Szeged: JATE, 1981. pp. 540–551. (Acta Universitatis Szegediensis de Attila József Nominatae, 0324-6523; 1.) (ISBN 963-481-509-X
80. Az angol ige és igenév morfológiai struktúrái. IDEGEN NYELVEK TANÍTÁSA (ISSN: 0442-0179) 24: (2) pp. 46–53. (1981)
81. Angol nyelv [a gimnázium 3. osztálya számára]. KÖZNEVELÉS (ISSN: 0133-0969) 37: (30) p. 15. (1981)
82. Útmutató a gimnáziumi III. osztályos új angol nyelvi tankönyvhöz. IDEGEN NYELVEK TANÍTÁSA (ISSN: 0442-0179) 24: (3) pp. 75–85. (1981)
83. Nyelvészet és idegennyelv-oktatás. In Korponay Béla (szerk.): Tanulmányok az anglisztika tárgyköréből I.: Anglisztikai Napok '81. 211 p. Konferencia helye, ideje: Debrecen, Magyarország, 1981.01 Debrecen: KLTE, 1981. pp. 169–174. (Anglisztikai napok) (ISBN 963-471-148-0)
84. A beszédintenciók mint új tantervi feladatok. ACTA GERMANICA ET ROMANICA (ISSN: 0567-8102) Suppl.: pp. 540–551. (1981
85. An Introduction to the Teaching of Language Functions. In Trócsányi M.; Rouse A.C. (szerk.): Angol – Amerikai Filológiai-Módszertani Ülésszak: 1980. 209 p. Konferencia helye, ideje: Pécs, Magyarország, 1980 Pécs: Pécsi Tanárképző Főiskola, 1981. pp. 42–55. (ISBN 963-641-058-5)
86. A gimnáziumi 2. osztályos új angol tankönyvről és feladatlapgyűjteményről. IDEGEN NYELVEK TANÍTÁSA (ISSN: 0442-0179) 23. évf.: (5. sz.) pp. 147–152. (1980)
87. Az Egyesült Államok idegen nyelvi nevelésének jelenlegi helyzetéről és jövőbeli feladatairól. IDEGEN NYELVEK TANÍTÁSA (ISSN: 0442-0179) 23. évf.: (6. sz.) pp. 173–177. (1980)
88. Angol nyelv. Gimnázium I. KÖZNEVELÉS (ISSN: 0133-0969) 35: (37) p. 15. (1979) (Medgyes Péterrel)
89. Egy differenciált hibaelemzési eljárás konklúziói. HEVESI MŰVELŐDÉS (ISSN: 0133-1434) &: (2) pp. 50–54. (1976)
90. Az idegennyelv-oktatás metodikájának tudományos alapjai. HEVESI MŰVELŐDÉS (ISSN: 0133-1434) &: (1) pp. 88–91. (1975)
91. A kontrasztív pedagógiai grammatika az angolnyelv-oktatásban. In Köves József (szerk.):Az egri Ho Si Minh Tanárképző Főiskola tudományos közleményei, XIII. Eger: Ho Si Minh TKF, 1975. pp. 143–155.
92. Az angol nyelvi tananyagok programozása. MODERN NYELVOKTATÁS (ISSN: 1219-638X) 13: (1) pp. 138–144. (1975)
93. Az angol és a magyar nyelv konstrukció-funkció egységeinek kontrasztivitásához. In Köves József (szerk.): Az egri Ho Si Minh Tanárképző Főiskola tudományos közleményei, XII. Eger: Ho Si Minh TKF, 1974. pp. 247–260. (Acta Academiae Paedagogicae Agriensis. Nova series; 12.)
94. Az anyanyelv szerepe az idegennyelv-oktatásban. HEVESI MŰVELŐDÉS (ISSN: 0133-1434) &: (1) pp. 35–39. (1973)
95. A magyar anyanyelvi struktúrák szerepe az angolnyelv-oktatásban. In Köves József (szerk.): Az egri Ho Si Minh Tanárképző Főiskola tudományos közleményei, XI. Eger: Ho Si Minh TKF, 1973. pp. 147–172. (Acta Academiae Paedagogicae Agriensis. Nova series; 11.)
96. Folyamatos információszerzés, a tanulói teljesítmény mérése és értékelése az idegen nyelvi órákon. HEVESI MŰVELŐDÉS (ISSN: 0133-1434) &: (1-2) pp. 87–91. (1972)
97. Folyamatos osztályozás és a teljesítmény kvantítiv mérése. IDEGEN NYELVEK TANÍTÁSA (ISSN: 0442-0179) 12. évf.: (3. sz.) pp. 77–82.. (1969)
98. Kárpótlás: A heti 2 órás idegennyelv-oktatásról. HEVESI MŰVELŐDÉS (ISSN: 0133-1434) & (2) pp. 46–48. (1969)
99. Az „Accusative with the Infinitive” tanítása a gimnázium 3. osztályában. IDEGEN NYELVEK TANÍTÁSA (ISSN: 0442-0179) 7. évf.: (5. sz.) pp. 143–146. (1964)
100. Néhány gyakorlati példa a mondatmodellek felhasználására az angolnyelv-oktatásban. IDEGEN NYELVEK TANÍTÁSA (ISSN: 0442-0179) 6. évf.: (5. sz.) pp. 137–142. (1963)
101. Hozzászólás a második idegen nyelv (angol) tantervi vitájához. TUDÓSÍTÓ (EGER) &: (1) pp. 108–114. (1963)
102. Néhány szó az idegen nyelv tanításáról és tanulásáról. In Varga László (szerk.): A Hatvani Állami Bajza József Általános Gimnázium Értesítője az 1961-1962. tanévről. Eger: Heves Megyei Tanács VB. Házinyomdája, 1962. pp. 15–19.